# Hägerhufe
Die Hägerhufe mit 60 Morgen war ein altes Ackermaß in Pommern. Zu einer Hägerhufe rechnete man
- 1 Hägerhufe = 1 1⁄2 Tripelhufe = 2 Landhufe = 3 Priesterhufen = 4 Haken[1]

Die 4 Haken(hufe), auch als Pommersch-Wendische Hufen bezeichnet, waren 18000 Pommersche Quadratruten oder Geviertruten.
Der Haken, Hakenhufe, galt auch in Mecklenburg und in Polen. In Pommern war das alte Ackermaß
- 1 Haken = 4500 Quadratruten = 15 Morgen (pommersch.).

Der Polnische Haken hatte 20 altculmische Morgen, was 6000 culmische Quadratruten entsprach.